# Département non ministériel
Un département non ministériel est un département (ministère) d'un gouvernement qui n'est pas dirigé par un ministre ou un secrétaire d'État, et qui répond directement au pouvoir législatif.
De tels département sont créés pour supprimer les interférences politiques dans les affaires publiques, comme les poursuites judiciaires, les organismes de charité, les droits de l'homme ou l'égalité raciale. Ils conservent des fonctions exécutives. La direction du département est souvent nommée par un ministre du gouvernement.
Ils sont à distinguer des agences exécutives, des organismes publics non-départementaux et des autorités administratives indépendantes, qui sont créés pour accomplir des fonctions exécutives au nom des ministères et/ou départements gouvernementaux.

## Royaume-Uni
Au Royaume-Uni, il existe de nombreux départements « non-ministériels » (non-ministerial government department) qui répondent directement au Parlement (deux d'entre eux répondent au Parlement écossais).

## Sri Lanka
L'Auditeur général du Sri Lanka est à la tête d'un département non-ministériel dépendant du Parlement du Sri Lanka. Ce poste a été créé en 1799, alors que le pays se trouvait sous administration britannique.